# 258 до н. е.

## Події
- Битва біля Сульці

#### Єгипет
- Птолемей II втрачає контроль над територією Киренаїки.
- Ерасистрат із Кеа започаткував медичну школу в Александрії.

### В'єтнам
- кінець правління династії Хонг-банг — зникла держава Ванланг.